# Oláh Éva (orvos)
Oláh Éva (Berettyóújfalu, 1943. december 17. – Debrecen, 2019. április 2.) gyermekgyógyász, klinikai genetikus, egyetemi tanár.

## Élete
Egyetemi tanulmányait a Debreceni Orvostudományi Egyetemen végezte, ahol 1968-ban avatták orvosdoktorrá „Sub auspiciis rei publicae popularis” kitüntetéssel. Ebben az évben nyert kinevezést a DOTE Gyermekklinikájára, ahol azután pályája végéig dolgozott. 1972-ben csecsemő- és gyermekgyógyászatból, 1980-ban humángenetikából, majd klinikai genetikából szerzett szakorvosi képesítést. Érdeklődése a klinikai genetika, ezen belül az onkogenetika. E témakörben védte meg 1981-ben kandidátusi, majd 1991-ben MTA doktori értekezését. A Gyermekklinikán klinikai gyakornokként, osztályvezető tanársegédként, egyetemi adjunktusként, 1989-től egyetemi docensként, és a klinika 1973-ban általa alapított genetikai laboratóriuma és genetikai munkacsoportja vezetőjeként dolgozott. Szakmai tapasztalatait a dániai John F. Kennedy Intézetben (Chromosom-laboratoriet, Glostrup, 1979, 1980) és az Egyesült Államokban (National Cancer Institute, National Institute of Health, Bethesda, 1992) Fogarty ösztöndíjjal töltött hosszabb tanulmányútjain gazdagította.
1992-ben egyetemi tanárrá és a Gyermekklinika igazgatójává nevezték ki. Tizenöt éven át irányította a Gyermekklinika betegellátó, oktató és tudományos munkáját. 2007. július 1-től, klinikaigazgatói megbízatása lejártát követően, a Gyermekklinikán létesített Klinikai Genetikai Központ szakmai igazgatója. 2014-től haláláig professor emeritusként folytatta oktató munkáját, segítette a betegellátást és munkatársai tudományos munkáját. 2010-ben megbízást kapott a DE Professzori Klub működésének beindítására és az elnöki funkció betöltésére, melyet 2019-ben bekövetkezett haláláig vezetett elnökként.

## Klinikaigazgatói munkássága[1]
Klinikaigazgatóként a gyógyító munka színvonalának emelésére, a szükséges feltételek megteremtésére törekedett. Tizenöt éves igazgatói periódusa (1992-2007) idején létrehozott beruházásai és fejlesztései közül kiemelkedő jelentőségű a gyermeksebészeti osztály és a műtőblokk felújítása, valamint a sebészeti munkacsoport újjászervezése. E periódus fontos beruházása a Gyermekklinika nyugati szárnyának megépülése, amely 1200 m²-en, négy szinten az új pulmonológiai osztály és járóbeteg rendelők, diagnosztikus egységek korszerű körülmények közötti elhelyezését tette lehetővé. A tetőtérben orvosi szobákat, valamint egy oktatószobát, a Kövér Béla termet is kialakították. A földszinten egy ökomenikus kápolnát rendeztek be a beteg gyermekek és szüleik számára. Az Intenzív Osztály rekonstrukciója mellett a Szontágh Könyvtár és a klinika többi osztályának felújítására, anya-gyermek szobák kialakítására, a gyermek művese-állomás korszerűsítésére, és új dializáló készülékekkel való felszerelésére is sor került. Az anyagi forrást az egyetemtől kapott támogatás mellett műszerpályázatok, a klinika általa alapított „Gyermekeinkért” alapítványa, más alapítványok és civil szervezetek adományai, jótékonysági rendezvények bevételei tették lehetővé. 

## Oktatói munkássága
A debreceni Gyermekklinikán évtizedeken át oktatta a gyermekgyógyászatot és a klinikai genetikát magyar és külföldi orvostanhallgatóknak, gyógytornászoknak és más kar hallgatóinak egyaránt. Elsőként vezette be hazánkban az onkogenetika oktatását. Több ízben elnyerte „Az év oktatója” címet.
Igazgatói periódusa alatt a szakorvosképzésben grémiumvezetőként szervezte és irányította a régió gyermekgyógyászainak szakorvosképzését és továbbképzését, valamint a klinikai genetika szakorvosképzését. Munkatársainak továbbképzését és a régió gyermekgyógyászaival való kapcsolatteremtést szolgálta az általa bevezetett „Nagyerdei Gyermekgyógyászati Esték” üléssorozat, amelyet évente hat alkalommal tartottak. Tartós szakmai kapcsolatot épített ki a New-Brunswick-i St. Peter’s Medical Center Neonatológiai Osztályával, ami az amerikai kollégák által évente Debrecenben tartott országos továbbképzések mellett a nővérek és orvosok amerikai tanulmányútjait is lehetővé tette.
Az általa írt és szerkesztett könyvek (A klinikai genetika alapjai, Medicina, 1999, Gyermekgyógyászati kézikönyv, Medicina, 2004, 2008, majd a Klinikai genetika, Medicina, 2015) a hallgatók és szakorvosjelöltek képzését segítik. 
A Tudományos Diákkör munkájában témavezetőként, bírálóként, a helyi és országos Tudományos Diákköri Tanács tagjaként, illetve az Orvostudományi Szakbizottság elnökeként vett részt. Számos helyi és országos díj mellett két hallgatója nyerte el az egyetem Weszprémi-díját, és az MTA "Pro Scientia" érem kitüntetését (1991, 1993). 

## Kutatási tevékenysége
Az irányításával végzett tudományos munka három fő területre összpontosult: a/ malignus vérképzőszervi betegségek szerzett genetikai jellemzőinek kimutatása és diagnosztikus és prognosztikai jelentőségük vizsgálata. Vizsgálataik úttörő jellegűek voltak hazánkban és nélkülözhetetlenek a hematológiai diagnosztikában és a személyre szabott kezelési módok megválasztásában. b/. A veleszületett rendellenességek klinikai és genetikai diagnosztikája. Az elmúlt négy évtized alatt több ezer, többszörös rendellenességben szenvedő gyermek és hozzátartozóik genetikai vizsgálatára került sor széleskörű hazai és nemzetközi kollaborációban. c/. A férfi és női meddőség hátterében álló genetikai tényezők tanulmányozása, ami segít az utód genetikai kockázatának megítélésében és az in vitro fertilizáció legígéretesebb módjának megválasztásában.
2011-ben a Ritka Betegségek Tanszékkel együttműködve létrehozta az MTA DAB Klinikai genetikai és ritka betegségek munkacsoportját az egyetemen folyó genetikai kutatások és diagnosztikai munka harmonizálása érdekében. 
Oláh Éva professzor akkreditált PhD témavezető, közvetlen irányításával 2 kandidátusi, valamint 7 PhD értekezés született. A klinika munkatársai által igazgatói periódusa alatt megszerzett tudományos fokozatok száma: két MTA doktori, három habilitáció és 11 PhD értekezés. Saját publikációs aktivitását az öt könyv és 66 könyvfejezet mellett 167 in extenso közlemény (83 magyar, 84 angol nyelvű) jelzi. Irányításával számos országos és nemzetközi kongresszus megrendezésére került sor Debrecenben. 

## Szakmai, közéleti tevékenység
Évtizedeken át dolgozott a DOTE, az Orvos- és Egészségtudományi Centrum, az ÁOK egyetemi, centrum- és kari szintű bizottságaiban, a Klinikai Etikai Albizottság elnöki funkcióját 20 éven át töltötte be. 2010 óta a Debreceni Egyetem Professzori Klubjának elnöke. 
A hazai szakmai közéletben a Magyar Gyermekorvosok Társasága vezetőségi tagja, majd elnökeként (1995-99), a Magyar Humángenetikai Társaság elnökeként (2001-2004), a Genetikai és a Gyermekgyógyászati Szakmai Kollégium tagjaként, majd a 2011-2016 között Szakmai Kollégium Klinikai Genetikai Tagozata elnökeként vett részt. Tagja volt az MTA Orvosi Osztálya I. és II. sz.. Doktori Bizottságának (2000-2008), valamint három ciklusban az MTA Doktori Köztestületének (1999-2005), részt vett az OTKA és ETT Bíráló Bizottság munkájában. A Koraszülöttmentő Közalapítvány elnökeként miniszteri felkérésre megszervezte a koraszülöttszállítás országos rendszerét.
Éveken át élete utolsó napjáig a Markusovszky Lajos Alapítvány Kuratóriumának elnökeként nagy felelősséggel irányította az 1857-ben alapított, a magyar orvosi sajtókultúra hungarikumának tekinthető Orvosi Hetilap zavartalan és magas színvonalú tevékenységét. A Kuratórium felkérésére 2017-től én lettem az Orvosi Hetilap főszerkesztője, és a stafétabot átvételét/átadását a 2016 őszén már súlyosan beteg Rácz Károly professzortól nagy empátiával és tapintattal egyengette.
A nemzetközi gyermekgyógyászati szakmai közélet aktív részeseként több mint 10 évig képviselte a magyar gyermekorvosokat az Európai Unió gyermekgyógyászati szervezetében (European Academy of Pediatrics: EAP). 2003-2007 között az Európai Gyermekgyógyász Társaság (European Pediatric Association: EPA) társelnöke, majd 2007-2010 között a gyermekgyógyász világszervezet (International Pediatric Association) európai régiót képviselő választott elnökségi tagja. Számos európai kongresszus, valamint a 2010-ben Johannesburgban tartott világkongresszus tudományos bizottságának tagja.

## Díjak, elismerések
- Felsőoktatási Érdemérem (1968)
- Sub auspiciis Rei Publicae Popularis - kitüntetéses orvosdoktori diploma (1968)
- Kiváló Munkáért (1986)
- Pro Universitate (1995)
- MTA Pro Scientia oktatói oklevél (1993, 1995)
- MTA Ösztöndíj (Dánia)
- Fogarthy-ösztöndíj (NIH, Bethesda)
- Széchenyi Professzori Ösztöndíj (1997-2000)
- Schöpf-Merei Ágoston-díj (1999)
- ÁOK Év Oktatója (1999, 2001, 2002, 2006, 2007)
- A Magyar Felsőoktatásért Emlékplakett (2001)
- Debrecen Megyei Jogú Város „Pro Urbe” díja (2002)
- ÁOK Kiváló Oktatója (2003)
- Orvosi Hetilap „Markusovszky díj” (2002, 2007)
- Markusovszky Lajos-emlékérem (2004)
- Went István-emlékérem (2004)
- Semmelweis-díj (2005)
- Apáczai Csere János-díj (2007)
- „A Debreceni Egyetemért” emlékplakett (2007)
- Hajdú-Bihar megyei Önkormányzat Bocskai-díja (2009)
- Kulin-emlékérem (2010)
- Pedagógus Szolgálati Emlékérem (2013)
- Tankó Béla-emlékdíj (2013)
- Elismerő oklevél (DE OEC Centrum Tanácsa) (2013)
- Megyei Prima Díj tudomány kategóriában (2013)
- Berettyóújfalu díszpolgára (2017)
- Kerpel-Fronius Ödön-emlékérem (2017)

## Oláh Éva emléke
Oláh Éva-emléktoll - A Magyar Gyermekorvosok Társasága 2021-ben új díjat hozott létre a 2019-ben elhunyt Oláh Éva, a gyermekgyógyászat kiemelkedő alakja, a Debreceni Egyetem Gyermekgyógyászati klinikájának volt igazgatója tiszteletére. Az Oláh Éva-emléktoll alapítását Veres Gábor, a Gyermekgyógyászat folyóirat korábbi főszerkesztője kezdeményezte. Az emléktollat a lapban megjelent legjobb esetismertetés első szerzője kaphatja. Idén az elismerést dr. Elmont Beatrix, a Zala Megyei Szent Rafael Kórház gyermekgyógyásza vehette át a Csecsemőkori epilepszia ritka genetikai okai című cikkért.
Oláh Éva-dombormű - A Debreceni Egyetem Klinikai Központ Gyermekklinikájának előterében 2020. szeptemberében avatták fel a néha klinikaigazgató, Oláh Éva professzor asszony domborművét, E. Lakatos Aranka szobrászművész alkotását. A járványügyi intézkedések miatt szűk körű avatási ünnepségen egykori tanítványai emlékeztek tanító mesterükre, akit a klinikán eltöltött több mint ötven éves pályafutása során végigkísértek Hippokratész szavai, mely az emléktáblán is olvasható: Salus aegroti, suprema lex esto - A beteg java a legfőbb törvény.
Oláh Éva-portré - a Debreceni Egyetem Klinikai Központ I. telepén található Kenézy-villában 2019. nyarán került elhelyezésre Uzonyi Ferenc festőművész alkotása.